# بخش کلاردیدون، شهرستان ماریون، اوهایو
بخش کلاردیدون (به انگلیسی: Claridon Township) یک منطقهٔ مسکونی در ایالات متحده آمریکا است که در شهرستان ماریون، اوهایو واقع شده‌است.
 بخش کلاردیدون ۹۵٫۴ کیلومتر مربع مساحت و ۲٬۷۴۲ نفر جمعیت دارد و ۳۰۴ متر بالاتر از سطح دریا واقع شده‌است.